# アイヴィジョン
株式会社アイヴィジョンは、メディア事業とリッチコンテンツ事業を主な事業内容とする企業である。

## 沿革
- 2003年7月 - 東京都千代田区で「ITNETWORK株式会社」創業
- 2004年6月 - Panasonic社とネットワークカメラ事業提携
- 2005年9月 - 東京都目黒区下目黒に本社移転
- 2006年8月 - 「株式会社アイヴィジョン」に社名変更
- 2007年6月 - メディア事業を開始
- 2009年3月 - 東京都目黒区三田に本社移転
- 2010年8月 - 東京都渋谷区恵比寿に本社移転
- 2016年12月 - IR事業を開始
- 2022年2月 - SmartVision® IRに関する特許取得